# Brienno
Brienno là một đô thị ở tỉnh Como trong vùng Lombardia, có cự ly khoảng 50 km về phía bắc của Milano và khoảng 10 km về phía đông bắc của Como. Tại thời điểm ngày 31 tháng 12 năm 2004, đô thị này có dân số 445 người và diện tích là 9,1 km².
Brienno giáp các đô thị: Argegno, Carate Urio, Laglio, Nesso, Schignano.